# 維亞鎮區 (堪薩斯州邁阿密縣)
維亞鎮區（英語：Wea Township）是位於美國堪薩斯州邁阿密縣的一個行政鎮區。

## 地方資料
維亞鎮區的面積為113.86平方千米，當中陸地面積為113.02平方千米，而水域面積為0.84平方千米。根據2010年美國人口普查的數據，當地共有人口1950人，而人口密度為每平方千米17.13人。

## 外部連結
- US-Counties.com
- City-Data.com （页面存档备份，存于）